# 2. Tennis-Bundesliga (Herren 30) 2007
Die 2. Tennis-Bundesliga der Herren 30 wurde 2007 zum vierten Mal ausgetragen. Sie wurde in die 2. Bundesliga Nord und Süd aufgeteilt, in der jeweils sieben Mannschaften um den Aufstieg in die Erstklassigkeit kämpften.
Die Spiele wurden im Zeitraum vom 27. Mai bis zum 15. Juli 2007 ausgetragen.

## Spieltage und Mannschaften
| Spieltage                                  |
| ------------------------------------------ |
| 1. Spieltag: So., 27. Mai 2007, 11:00 Uhr  |
| 2. Spieltag: So., 3. Juni 2007, 11:00 Uhr  |
| 3. Spieltag: So., 17. Juni 2007, 11:00 Uhr |
| 4. Spieltag: So., 24. Juni 2007, 11:00 Uhr |
| 5. Spieltag: So., 1. Juli 2007, 11:00 Uhr  |
| 6. Spieltag: So., 8. Juli 2007, 11:00 Uhr  |
| 7. Spieltag: So., 15. Juli 2007, 11:00 Uhr |

| Mannschaften Nord         |
| ------------------------- |
| Erfurter TC Rot-Weiß      |
| HTC Blau-Weiß Krefeld     |
| Marienburger SC Köln      |
| TC 1899 Blau-Weiss Berlin |
| TC Grün-Gold Bensberg     |
| TG Westfalia Dortmund     |
| TV Schwafheim 1900        |

| Mannschaften Süd               |
| ------------------------------ |
| BASF TC Blau-Weiß Ludwigshafen |
| Ski-Club Ettlingen             |
| SKV Büttelborn                 |
| STG Geroksruhe Stuttgart       |
| TB Erlangen                    |
| TC Bamberg                     |
| TC Dachau 1950                 |

## 2. Tennis-Bundesliga Herren 30 Nord

### Abschlusstabelle
|     | Mannschaft                | Begegnungen | Punkte | Matches | Sätze | Spiele  |
| --- | ------------------------- | ----------- | ------ | ------- | ----- | ------- |
| 01. | Erfurter TC Rot-Weiß      | 6           | 10:2   | 37:17   | 80:41 | 615:436 |
| 02. | HTC Blau-Weiß Krefeld     | 6           | 8:4    | 31:23   | 71:56 | 621:562 |
| 03. | Marienburger SC Köln      | 6           | 8:4    | 31:23   | 68:55 | 570:512 |
| 04. | TG Westfalia Dortmund     | 6           | 6:6    | 31:23   | 70:50 | 594:504 |
| 05. | TV Schwafheim 1900        | 6           | 6:6    | 26:28   | 57:61 | 495:514 |
| 06. | TC Grün-Gold Bensberg     | 6           | 4:8    | 26:28   | 60:68 | 570:609 |
| 07. | TC 1899 Blau-Weiss Berlin | 6           | 0:12   | 7:47    | 22:97 | 333:661 |

### Mannschaftskader
| Pos. | Name              |
| ---- | ----------------- |
| 1    | Zbynek Mlynarik   |
| 2    | Ota Fukárek       |
| 3    | Gergely Kisgyörgy |
| 4    | Patrik Langvardt  |
| 5    | Jürgen Waber      |
| 6    | Hannes Pühringer  |
| 7    | Andreas Wender    |
| 8    | Fredrik Perman    |
| 9    | Holger Schmitt    |
| 10   | Dino Böhm         |
| 11   |                   |
| 12   | Martin Spelda     |
| 13   | Olaf Waldhoff     |
| 14   |                   |
| 15   |                   |
| 16   |                   |

| Pos. | Name                   |
| ---- | ---------------------- |
| 1    | Magnus Larsson         |
| 2    | Christophe Thijs       |
| 3    | David Hoffmann         |
| 4    | Michael Kirsten        |
| 5    | Nils Wefers            |
| 6    | Sven Pisters           |
| 7    | Harald Granow          |
| 8    | Rainer Bongarth        |
| 9    | Jens Höfken            |
| 10   | Christoph Müller       |
| 11   | Ashley David Mc Millan |
| 12   |                        |
| 13   |                        |
| 14   |                        |
| 15   |                        |
| 16   |                        |

| Pos. | Name             |
| ---- | ---------------- |
| 1    | Pietro Pennisi   |
| 2    | Andreas Ense     |
| 3    | Axel Neuhausen   |
| 4    | Dirk Hortian     |
| 5    | Scott Gessner    |
| 6    | Markus Neuhausen |
| 7    | Gisbert Pauli    |
| 8    | Olaf Kühle       |
| 9    | Volker Bloch     |
| 10   | Thomas Kuhrt     |
| 11   | Florian Hillers  |
| 12   |                  |
| 13   |                  |
| 14   |                  |
| 15   |                  |
| 16   |                  |

| Pos. | Name               |
| ---- | ------------------ |
| 1    | Marc Patzke        |
| 2    | Ola Kristiansson   |
| 3    | Christopher Sixtus |
| 4    | Gabriel Czoba      |
| 5    | Oliver Huth        |
| 6    | Bertold Bitzer     |
| 7    | Benjamin Plötz     |
| 8    | Ulrich Hoppe       |
| 9    | Matthias Luecker   |
| 10   | Matthias Schmidt   |
| 11   | Rolf Buchholz      |
| 12   |                    |
| 13   |                    |
| 14   |                    |
| 15   |                    |
| 16   |                    |

| Pos. | Name               |
| ---- | ------------------ |
| 1    | David Prinosil     |
| 2    | Attila Sávolt      |
| 3    | Radomír Vašek      |
| 4    | Roman Smotlak      |
| 5    | Maurice Szpydowski |
| 6    | Christoph Gohlke   |
| 7    | Chris Berger       |
| 8    | Mike Awosusi       |
| 9    | Thorsten Grüter    |
| 10   | Martin Brütsch     |
| 11   | Urban Philippek    |
| 12   |                    |
| 13   |                    |
| 14   |                    |
| 15   |                    |
| 16   |                    |

| Pos. | Name                  |
| ---- | --------------------- |
| 1    | Gianluca Gatto        |
| 2    | Stefano Tarallo       |
| 3    | Ricardo Cirulo        |
| 4    | Pietro Angelini       |
| 5    | Jens Stephan Kemke    |
| 6    | Marek Kaczynski       |
| 7    | Henrik Müller-Frerich |
| 8    | Oliver Vorwald        |
| 9    | Claudius Rink         |
| 10   | Thomas Ulatowski      |
| 11   | Nico Thieme           |
| 12   | Thomas Wittenberg     |
| 13   | Markus Wallmann       |
| 14   |                       |
| 15   |                       |
| 16   |                       |

| Pos. | Name              |
| ---- | ----------------- |
| 1    | Marko Por         |
| 2    | Guido van Rompaey |
| 3    | Mario Mertens     |
| 4    | Peter Vogel       |
| 5    | Thomas Hunsmann   |
| 6    | Andre Deininger   |
| 7    | Andras Nemes      |
| 8    | Dirk Schaper      |
| 9    | Frank Schaper     |
| 10   | Roger Scheer      |
| 11   |                   |
| 12   |                   |
| 13   |                   |
| 14   |                   |
| 15   |                   |
| 16   |                   |

### Ergebnisse
Spielfreie Begegnungen werden nicht gelistet.
| Datum/Uhrzeit      | Heimmannschaft            | Gastmannschaft            | Matches | Sätze | Spiele  |
| ------------------ | ------------------------- | ------------------------- | ------- | ----- | ------- |
| So. 27. Mai 11:00  | TV Schwafheim 1900        | HTC Blau-Weiß Krefeld     | 5:4     | 11:9  | 100:84  |
| So. 27. Mai 11:00  | TC 1899 Blau-Weiss Berlin | Marienburger SC Köln      | 0:9     | 2:18  | 56:120  |
| So. 27. Mai 11:00  | TC Grün-Gold Bensberg     | TG Westfalia Dortmund     | 6:3     | 12:8  | 109:97  |
| So. 3. Juni 11:00  | TG Westfalia Dortmund     | Marienburger SC Köln      | 3:6     | 10:13 | 99:116  |
| So. 3. Juni 11:00  | TC Grün-Gold Bensberg     | HTC Blau-Weiß Krefeld     | 4:5     | 11:13 | 111:131 |
| So. 3. Juni 11:00  | TC 1899 Blau-Weiss Berlin | Erfurter TC Rot-Weiß      | 2:7     | 4:16  | 61:113  |
| So. 17. Juni 11:00 | HTC Blau-Weiß Krefeld     | TC 1899 Blau-Weiss Berlin | 8:1     | 17:6  | 129:74  |
| So. 17. Juni 11:00 | Erfurter TC Rot-Weiß      | TV Schwafheim 1900        | 6:3     | 13:6  | 102:56  |
| So. 17. Juni 11:00 | Marienburger SC Köln      | TC Grün-Gold Bensberg     | 5:4     | 12:8  | 95:80   |
| So. 24. Juni 11:00 | Marienburger SC Köln      | HTC Blau-Weiß Krefeld     | 3:6     | 8:12  | 95:104  |
| So. 24. Juni 11:00 | TC Grün-Gold Bensberg     | TV Schwafheim 1900        | 4:5     | 11:11 | 96:97   |
| So. 24. Juni 11:00 | TG Westfalia Dortmund     | Erfurter TC Rot-Weiß      | 3:6     | 8:13  | 92:106  |
| So. 1. Juli 11:00  | HTC Blau-Weiß Krefeld     | TG Westfalia Dortmund     | 3:6     | 8:12  | 80:98   |
| So. 1. Juli 11:00  | TV Schwafheim 1900        | TC 1899 Blau-Weiss Berlin | 8:1     | 16:2  | 105:34  |
| So. 1. Juli 11:00  | Erfurter TC Rot-Weiß      | TC Grün-Gold Bensberg     | 7:2     | 16:6  | 122:90  |
| So. 8. Juli 11:00  | TG Westfalia Dortmund     | TC 1899 Blau-Weiss Berlin | 9:0     | 18:0  | 110:41  |
| So. 8. Juli 11:00  | Marienburger SC Köln      | TV Schwafheim 1900        | 6:3     | 12:9  | 100:85  |
| So. 8. Juli 11:00  | HTC Blau-Weiß Krefeld     | Erfurter TC Rot-Weiß      | 5:4     | 12:8  | 93:84   |
| So. 15. Juli 11:00 | TC 1899 Blau-Weiss Berlin | TC Grün-Gold Bensberg     | 3:6     | 8:12  | 67:84   |
| So. 15. Juli 11:00 | Erfurter TC Rot-Weiß      | Marienburger SC Köln      | 7:2     | 14:5  | 88:44   |
| So. 15. Juli 11:00 | TV Schwafheim 1900        | TG Westfalia Dortmund     | 2:7     | 4:14  | 52:98   |

## 2. Tennis-Bundesliga Herren 30 Süd

### Abschlusstabelle
|     | Mannschaft                     | Begegnungen | Punkte | Matches | Sätze | Spiele  |
| --- | ------------------------------ | ----------- | ------ | ------- | ----- | ------- |
| 01. | STG Geroksruhe Stuttgart       | 6           | 12:0   | 42:12   | 89:28 | 626:383 |
| 02. | TB Erlangen                    | 6           | 10:2   | 35:19   | 77:45 | 620:474 |
| 03. | TC Dachau 1950                 | 6           | 8:4    | 30:23   | 65:55 | 538:506 |
| 04. | BASF TC Blau-Weiß Ludwigshafen | 6           | 6:6    | 32:22   | 68:50 | 551:472 |
| 05. | TC Bamberg                     | 6           | 4:8    | 23:31   | 48:68 | 462:530 |
| 06. | SKV Büttelborn                 | 6           | 2:10   | 17:36   | 42:79 | 449:606 |
| 07. | Ski-Club Ettlingen             | 6           | 0:12   | 9:45    | 28:92 | 367:642 |

### Mannschaftskader
| Pos. | Name                    |
| ---- | ----------------------- |
| 1    | Gunter Kummermehr       |
| 2    | Marcelo Huthmann-Manola |
| 3    | Robert Eisele           |
| 4    | Thomas Rühle            |
| 5    | Phillip Lahme           |
| 6    | Marcel Grimme           |
| 7    | Wolfgang Kanther        |
| 8    | Thilo Klam              |
| 9    | Sascha Mahr             |
| 10   | Stefan Schubert         |
| 11   | Christian Wagner        |
| 12   | Kai-Oliver Bantow       |
| 13   |                         |
| 14   |                         |
| 15   |                         |
| 16   |                         |

| Pos. | Name             |
| ---- | ---------------- |
| 1    | Jürgen Faßbender |
| 2    | Christoph Kull   |
| 3    | Benedict Geißler |
| 4    | Axel Freytag     |
| 5    | Carsten Stindt   |
| 6    | Yves Dehm        |
| 7    | Mathias Übelhör  |
| 8    | Markus Sajonz    |
| 9    | Steven Meyer     |
| 10   |                  |
| 11   |                  |
| 12   |                  |
| 13   |                  |
| 14   |                  |
| 15   |                  |
| 16   |                  |

| Pos. | Name              |
| ---- | ----------------- |
| 1    | Ludek Vildman     |
| 2    | Jochen Bredel     |
| 3    | Bohus Danielcek   |
| 4    | Falk Fraikin      |
| 5    | Christian Seemann |
| 6    | Daniel Döring     |
| 7    | Guido Göttsche    |
| 8    | Markus Demmler    |
| 9    |                   |
| 10   |                   |
| 11   |                   |
| 12   |                   |
| 13   |                   |
| 14   |                   |
| 15   |                   |
| 16   |                   |

| Pos. | Name            |
| ---- | --------------- |
| 1    | Adam Peterson   |
| 2    | Iztok Božic     |
| 3    | Jan Grüninger   |
| 4    | Jens Gerlach    |
| 5    | Andrés Zingman  |
| 6    | Kay Spindler    |
| 7    | Philipp Türoff  |
| 8    | Oliver Wälder   |
| 9    | Holger Rebholz  |
| 10   | Michael Bayh    |
| 11   | Dennis Gombkötö |
| 12   | Marcel Eck      |
| 13   | Axel Guoth      |
| 14   | Ralph Moch      |
| 15   |                 |
| 16   |                 |

| Pos. | Name               |
| ---- | ------------------ |
| 1    | Richard Drazny     |
| 2    | Wojtek Kowalski    |
| 3    | Igor Branisa       |
| 4    | Paulo Escalona     |
| 5    | Jiri Bartos        |
| 6    | Mischa Diller      |
| 7    | Christian Wust     |
| 8    | Tobias Sankat      |
| 9    | Christian Belihart |
| 10   | Jörg Wölfel        |
| 11   | Jürgen Ropers      |
| 12   | Bernd Erhardt      |
| 13   | Christoph Gewalt   |
| 14   | Jens Marc Titze    |
| 15   |                    |
| 16   |                    |

| Pos. | Name                       |
| ---- | -------------------------- |
| 1    | Roman Jetel                |
| 2    | Daniel Vanek               |
| 3    | Radovan Chrz               |
| 4    | Michael Luther             |
| 5    | Martin Hanzalek            |
| 6    | Thomas Ochs                |
| 7    | Rüdiger Gardt              |
| 8    | Berthold Schulze-Mengering |
| 9    | Holger Rothe               |
| 10   | Thomas Janka               |
| 11   | Tobias Strodtbeck          |
| 12   | Hans-Michael Lehner        |
| 13   |                            |
| 14   |                            |
| 15   |                            |
| 16   |                            |

| Pos. | Name               |
| ---- | ------------------ |
| 1    | David Miketa       |
| 2    | Radim Lapcik       |
| 3    | Filip Hava         |
| 4    | Josef Eisenberger  |
| 5    | Tobias Knoll       |
| 6    | Thorsten Knoll     |
| 7    | Michael Austen     |
| 8    | Gerhard Stöckl     |
| 9    | Ernst Rost         |
| 10   | Thomas Koppenhöfer |
| 11   | Christian Cornmark |
| 12   | Helge Vorwerk      |
| 13   | Petr Lukas         |
| 14   | Michael Fisinger   |
| 15   |                    |
| 16   |                    |

### Ergebnisse
Spielfreie Begegnungen werden nicht gelistet.
| Datum/Uhrzeit      | Heimmannschaft                 | Gastmannschaft                 | Matches | Sätze | Spiele |
| ------------------ | ------------------------------ | ------------------------------ | ------- | ----- | ------ |
| So. 27. Mai 11:00  | TC Bamberg                     | Ski-Club Ettlingen             | 8:1     | 16:4  | 113:58 |
| So. 27. Mai 11:00  | SKV Büttelborn                 | BASF TC Blau-Weiß Ludwigshafen | 2:7     | 5:16  | 76:117 |
| So. 27. Mai 11:00  | TB Erlangen                    | STG Geroksruhe Stuttgart       | 4:5     | 9:12  | 98:99  |
| So. 3. Juni 11:00  | Ski-Club Ettlingen             | TB Erlangen                    | 1:8     | 4:17  | 66:119 |
| So. 3. Juni 11:00  | BASF TC Blau-Weiß Ludwigshafen | TC Dachau 1950                 | 4:5     | 9:12  | 81:93  |
| So. 3. Juni 11:00  | STG Geroksruhe Stuttgart       | SKV Büttelborn                 | 7:2     | 15:4  | 105:47 |
| So. 17. Juni 11:00 | SKV Büttelborn                 | Ski-Club Ettlingen             | 7:2     | 14:6  | 101:74 |
| So. 17. Juni 11:00 | TB Erlangen                    | TC Bamberg                     | 6:3     | 13:7  | 102:74 |
| So. 17. Juni 11:00 | TC Dachau 1950                 | STG Geroksruhe Stuttgart       | 1:8     | 4:16  | 63:107 |
| So. 24. Juni 11:00 | TC Bamberg                     | SKV Büttelborn                 | 6:3     | 12:9  | 101:85 |
| So. 24. Juni 11:00 | Ski-Club Ettlingen             | TC Dachau 1950                 | 1:8     | 6:16  | 76:118 |
| So. 24. Juni 11:00 | STG Geroksruhe Stuttgart       | BASF TC Blau-Weiß Ludwigshafen | 6:3     | 13:7  | 104:94 |
| So. 1. Juli 11:00  | TC Dachau 1950                 | SKV Büttelborn                 | 8:0     | 16:3  | 105:58 |
| So. 1. Juli 11:00  | STG Geroksruhe Stuttgart       | TC Bamberg                     | 9:0     | 18:0  | 109:32 |
| So. 1. Juli 11:00  | BASF TC Blau-Weiß Ludwigshafen | TB Erlangen                    | 4:5     | 8:11  | 82:95  |
| So. 8. Juli 11:00  | BASF TC Blau-Weiß Ludwigshafen | Ski-Club Ettlingen             | 7:2     | 14:4  | 89:44  |
| So. 8. Juli 11:00  | TC Dachau 1950                 | TC Bamberg                     | 5:4     | 10:8  | 88:82  |
| So. 8. Juli 11:00  | SKV Büttelborn                 | TB Erlangen                    | 3:6     | 7:14  | 82:104 |
| So. 15. Juli 11:00 | Ski-Club Ettlingen             | STG Geroksruhe Stuttgart       | 2:7     | 4:15  | 49:102 |
| So. 15. Juli 11:00 | TB Erlangen                    | TC Dachau 1950                 | 6:3     | 13:7  | 102:71 |
| So. 15. Juli 11:00 | TC Bamberg                     | BASF TC Blau-Weiß Ludwigshafen | 2:7     | 5:14  | 60:88  |